# موريس فاريل
موريس فاريل (بالإنجليزية: Maurice Farrell)‏ (22 نوفمبر 1969 بدبلن في جمهورية أيرلندا - ) هو لاعب كرة قدم أيرلندي في مركز الدفاع. لعب مع نادي شيلبورن وهوم فارم ‏ وأثلون تاون ‏ وBray Wanderers F.C. ‏.